# 綠色媽咪會
《綠色媽咪會》，為韓國JTBC於2022年4月6日起播出的水木連續劇，由《麝香貓人》的羅河那導演與新人編劇辛珆源合作打造。此劇講述的是在社區小學家長們之間發生的危險關係和媽媽們真正的鬥爭故事。把自己當成“媽媽”的協會的女性們，揭開了一直以來隱藏的秘密，明白了大人們“友情”的含義。

## 演員陣容

### 主要人物
| 演員                    | 角色        | 介紹 |
| 李枖原 （少女：李多敬） | 李蒑飄      | 專攻美學的法國留學派出身，有著強烈自尊心的高學歷媽媽。在新搬來的教育特區小學社區中經歷了各種各樣的事件，逐漸改變。                                                                |
| 秋瓷炫                  | 卞瑃姬      | 前護理師，在家長中以美貌和情報能力排名第一的“最高的Insider”媽媽。雖然孩子們被媽媽困在進入名牌大學的框架所束縛很辛苦，但是認為自己是最理解這個時代的“新母愛的象徵”，並將其合理化。 |
| 金奎吏 （少女：尹彩恩） | 徐珍河      | 蒑飄的老友也是宿敵，既秘密又充滿魅力的角色。與身俱來的優雅在媽媽們間被稱為“女神”。有著英俊的外國丈夫，加上優秀的兒子，看似樣樣都具備，但其內心卻充滿了神秘。                      |
| 金奎吏 （少女：尹彩恩） | 瑞亞·布紐爾 | 長的與徐珍河相似的女子。 |
| 張慧珍                  | 金伶薇      | 瑃姬的冤家，自稱“覺醒的媽媽”的伶薇，享受著與其他媽媽們不同的優越感。但事實上，她是一個虛有其表的“斯堪地那維亞媽媽”，因為自己的自卑感而執著於道德上的正確。                        |
| 朱玟炅                  | 朴潤珠      | 恩杓的表妹。雖然是一張開朗的笑臉，但為了教育孩子，他是個什麼都能做的“孟母”。住在公寓大樓隔壁的別墅裡，為了親近情報核心瑃姬，不惜做出卑躬屈膝的事情。                              |

### 其他人物
| 演員           | 角色        | 介紹 |
| 崔德文         | 金酎析      | 瑃姬的丈夫，一名麻醉科醫生。是一個見多識廣的傲慢男人，實際上上過幾十堂私人課程並成為醫生。                                               |
| 尹敬浩         | 李萬洙      | 潤珠的丈夫，瑃姬的前男友。是一個謹慎被動的公司職員，瞞愁唯一的烙印就是下班後和啤酒一起看電視。為了孩子，他的妻子對教育的熱情是壓倒性的。 |
| 崔載林         | 鄭宰雄      | 蒑飄的丈夫，警察大學出身的重案組刑警。雖然沒有眼色，但是在感情表達上有誠實可愛的一面。是一個像豹子一樣眼睛銳利的男人。                   |
| 任修亨         | 吳愆寓      | 伶薇的第二任丈夫。雖然曾經作為天才電影導演而聞名，但現在卻因為寫劇本而只能呆在家裡。長時間無法解决的事情，甚至變得刻薄了。               |
| 崔光綠（羅伊） | 路易·布紐爾 | 珍河的丈夫，蒑飄的前男友。前名張玄城，孤兒出身，幼時被領養至法國。擁有不遜於演員的外貌和身材，現為潘德利翁製藥公司的總經理。             |
| 羅賢宇         | 張元太      | |
| 吳熙俊         | 東植        | 刑警，宰雄的同事。 |
| 李智賢         | 黃正淑      | 尚威國小一年三班的班導 |
| 朱仁英         |             | 宰彬的母親 |
| 全秀智         |             | 敏智的母親 |
| 吳隆           | 韓成範      | |
| 何珍娜         |             | 室長，英才補習班的主管。 |
| 李守美         |             | 麵包店老闆 |
| 沈昭英         |             | 布紐爾家的幫傭 |
| 吳萬錫         | 李教授      | 美術系教授，蒑飄的指導教授，珍河父親的摯友。                                                                                             |
| 成秉淑         |             | 蒑飄的母親 |
| 朴珍雅         | 李裕真      | 英才補習班的科學老師 |
| 崔仙子         |             | 酎析的母親 |
| 鄭時律         | 鄭東錫      | 蒑飄和宰雄的大兒子，雖然看似好動散漫，但實際擁有極高的智商，是排名前0.01%的英才兒童。                                                    |
| 李采賢         | 鄭東柱      | 蒑飄和宰雄的小兒子 |
| 申瑞宇         | 亨利·布紐爾 | 珍河與路易的兒子 |
| 朱藝琳         | 金臾繽      | 瑃姬與酎析的女兒，對聰穎的東錫與邃鏻懷有敵意。                                                                                           |
| 朴藝璘         | 李邃鏻      | 潤珠和萬洙的女兒 |
| 金瑞俊         | 金獰繽      | 瑃姬與酎析的兒子，邃鏻的哥哥。 |
| 由娜           | 金新春      | 伶薇的女兒，愆寓的繼女，茁聘的姊姊。 |
| 安錫鉉         | 金茁聘      | 伶薇的兒子，愆寓的繼子，承受著愆寓施予的精神壓力。                                                                                       |
| 姜智勇         | 宰彬        | 東錫、臾繽、邃鏻與茁聘的同學 |
| 金佳恩         | 敏智        | 東錫、臾繽、邃鏻與茁聘的同學 |

### 特別演出
| 演員            | 角色   | 介紹                                                 |
| 金星女          |        | 栽熊的母親，對孫子的教育富有重望。                   |
| 羅美蘭 （聲演） |        |                                                      |
| 全錫燦          |        | 蒑飄已逝的父親，生前經營塗料店，葬身於塗料店的大火。 |
| 徐正妍          | 李秀賢 | 盡蕸的繼母，原為盡蕸的好友。                         |

## 收視率
| 集數       | 播出日期   | 標題                           | 尼爾森收視率     | 尼爾森收視率   |
| 集數       | 播出日期   | 標題                           | 大韓民國（全國） | 首爾（首都圈） |
| ---------- | ---------- | ------------------------------ | ---------------- | -------------- |
| 1          | 2022/04/06 | 不是所有鄰居都是好鄰居         | 2.519%           | 2.967%         |
| 2          | 2022/04/07 | 大人們不會不帶目的交朋友       | 2.991%           | 3.456%         |
| 3          | 2022/04/13 | 黎明前的那個清晨               | 2.520%           |                |
| 4          | 2022/04/14 | 進入綠色媽咪會                 | 3.616%           | 3.964%         |
| 5          | 2022/04/20 | 上天締結的孽緣                 | 2.544%           | 2.815%         |
| 6          | 2022/04/21 | 來自死者的信                   | 3.671%           | 4.026%         |
| 7          | 2022/04/27 | 紅字                           | 2.802%           | 2.708%         |
| 8          | 2022/04/28 | 妳撒的彌天大謊                 | 4.302%           | 4.436%         |
| 9          | 2022/05/04 | 向著前0.01%                    | 3.374%           | 3.204%         |
| 10         | 2022/05/05 | 拂過刀尖的風                   | 4.539%           | 5.065%         |
| 11         | 2022/05/11 | 我們無法察覺的罪孽             | 4.175%           | 4.714%         |
| 12         | 2022/05/12 | 大人們也能不帶目的成為朋友嗎？ | 4.406%           | 3.992%         |
| 13         | 2022/05/18 | 真實的兩面                     | 3.593%           | 3.777%         |
| 14         | 2022/05/19 | 黃色信號燈                     | 4.617%           | 4.411%         |
| 15         | 2022/05/25 | 人類的選擇                     | 4.192%           | 4.290%         |
| 16         | 2022/05/26 | 妳伸出的溫暖之手               | 6.088%           | 6.154%         |
| 平均收視率 | 平均收視率 | 平均收視率                     | 3.746%           | －             |

- 收視最低的集數以藍色表示，收視最高的集數以紅色表示，而空格則表示該集的收視沒有相關數據。

## 同時段作品
- KBS2 水木連續劇：《由零開始愛上你》
- tvN 水木連續劇：《Kill Heel》、《殺人者的購物目錄》
- MBN 水木連續劇：《Sponsor》

## 外部連結
- 韓國JTBC官方網站
- Daum上《綠色媽咪會》的資料
- 在Netflix上觀看《綠色媽咪會》

| JTBC 水木連續劇                         | JTBC 水木連續劇                            | JTBC 水木連續劇 |
| --------------------------------------- | ------------------------------------------ | --------------- |
|                                         | 綠色媽咪會 （2022年4月6日－2022年5月26日） |                 |
| 三十九 （2022年2月16日－2022年3月31日） | Insider （2022年6月8日－2022年7月28日）    |                 |